# Liga dos Três Imperadores
A Liga dos Três Imperadores (em alemão: Dreikaiserabkommen) foi um tratado consultativo entre as monarquias do Império Russo, da Áustria-Hungria e do Império Alemão.
O tratado foi assinado em 22 de outubro de 1873 no Palácio de Schönbrunn em Viena pelo Kaiser Guilherme I da Alemanha, Kaiser Francisco José I da Áustria e Czar Alexandre II da Rússia para coordenar a política externa entre os participantes.
A Liga dos Três Imperadores foi uma iniciativa de Otto von Bismarck para controlar os contratantes e impedir uma aproximação da Rússia para França, no contexto de aumentar o isolamento da França na Europa.
Na crise dos Bálcãs, iniciada pela Guerra Russo-Turca de 1877-1878 entre o Império Russo e Império Otomano, a política externa de Bismarck fracassou e o tratado foi cancelado depois do Tratado de Berlim (1878), que deixou o Império Russo insatisfeito com os resultados da conferência, organizada por Bismarck.
Em 18 de junho de 1881, Bismarck conseguiu restabelecer o pacto entre os três países na União dos Três Imperadores (em alemão: Dreikaiserbund) que foi sucedido em 1887 pelo Tratado de Resseguro (em alemão: Rückversicherungsvertrag).